# Überwachungskamera
Eine Überwachungskamera ist eine meist fest montierte, oft motorisch schwenkbare Foto- oder Videokamera, die dazu dient, ein Objekt oder einen Bereich zu überwachen. Das Bild der Überwachungskamera kann unmittelbar auf einem Monitor angezeigt und zur späteren Auswertung aufgezeichnet werden. Videokameras sind regelmäßig Teil einer Videoüberwachungsanlage. Fotokameras werden etwa zur Ermittlung von Verstößen im Straßenverkehr eingesetzt, wie dem Fahren mit überhöhter Geschwindigkeit.
Die Überwachungskamera im Gehäuse für den Außeneinsatz und Wandhalterung ist zudem Symbol für Überwachungsmaßnahmen aller Art geworden.

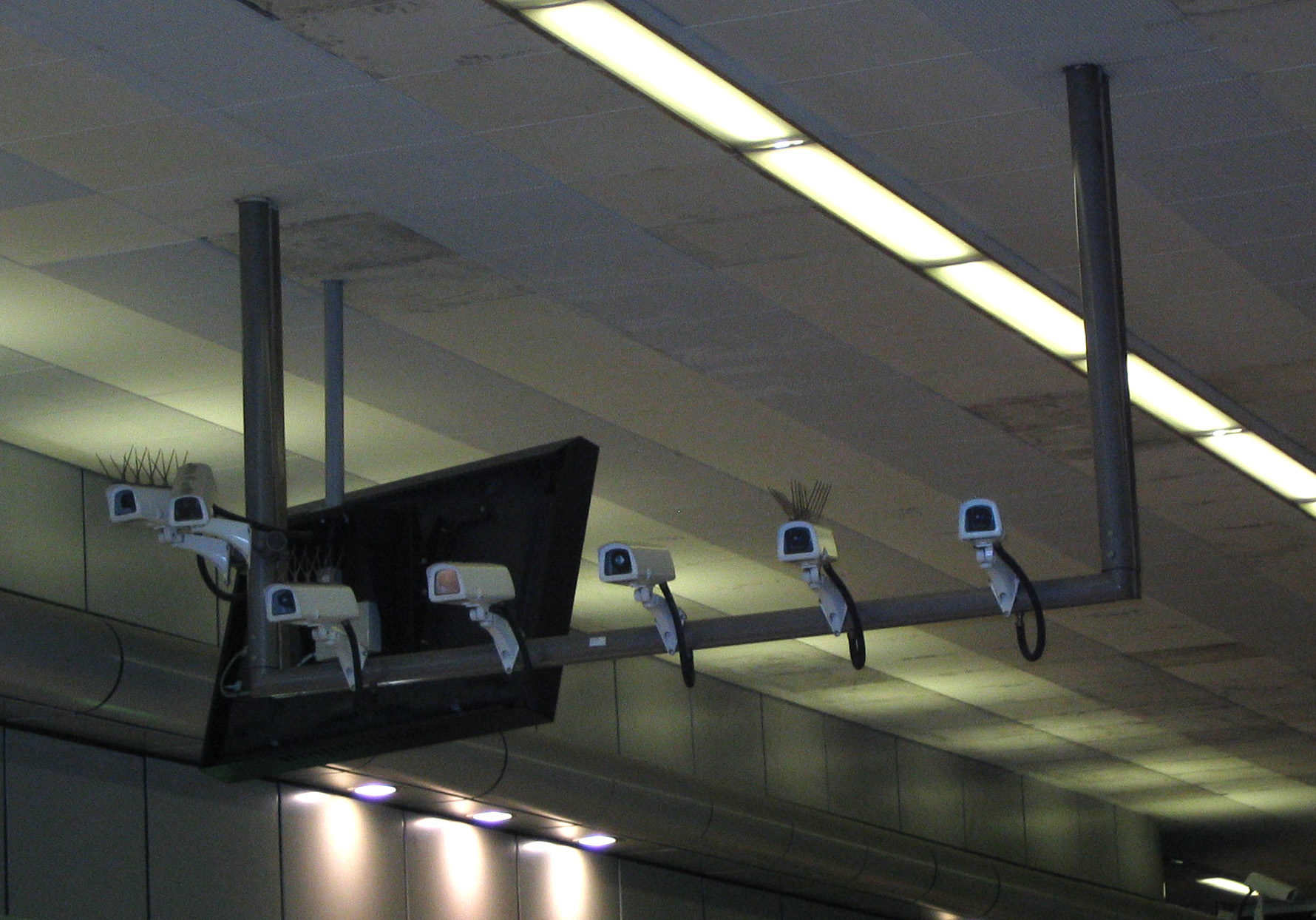
Videoüberwachung (Großbritannien)

## Einsatz
Zum Einsatz von Videoüberwachungssystemen im öffentlichen Raum siehe auch:
Überwachungskameras sollen beispielsweise in Supermärkten zur Prävention von Ladendiebstählen dienen und werden an wichtigen Gebäuden wie Botschaften zur Überwachung eingesetzt. Andere typische Anwendungsgebiete sind Banken, Bahnhöfe (v. a. der U-Bahn) und Flughäfen oder die Verkehrsüberwachung, zum Beispiel an stark frequentierten Kreuzungen. Im öffentlichen Nahverkehr kommen meist Dome-Kameras zum Einsatz.
Neben der Abschreckung, Aufklärung von Straftaten und Stellung der Täter findet Videoüberwachung auch in anderen Gebieten Anwendung. Eine weitere Anwendung ist die Früherkennung von Waldbränden, wofür in brandgefährdeten Gebieten Kameras auf Türmen, welche auch als Aussichts- oder Funkturm genutzt werden können, installiert werden. Hierbei werden auch Wärmebildkameras eingesetzt, da diese einen eventuellen Brand schneller detektieren können.
Babyphones werden zusehends mit einer Videomöglichkeit ausgestattet oder durch Videokameras ersetzt. Diese Art von Innenraumüberwachung wird zudem bei der Haustierbeobachtung oder bei der Versorgung pflegebedürftiger Personen angewendet. Auf demselben Prinzip basiert die Wildtierbeobachtung, bei der Tiere in ihrer natürlichen Umgebung beobachtet werden können, ohne sichtbar in ihr Leben einzudringen. Zur Tierbeobachtung werden auch Wärmebildkameras verwendet.
Innerhalb der Forschung wird Videoüberwachung ebenfalls genutzt. Durch Funktionen wie Bewegungserkennung oder durch die Nutzung von Langzeitrekordern sind Videoüberwachungen über einen langen Zeitraum möglich. Bei der Bewegungserkennung wird nur dann aufgezeichnet, wenn ein Ereignis eintritt. Diese Funktion spart während der Bildauswertung viel Zeit beim Finden von relevantem Geschehen und reduziert den zur Speicherung der Aufnahmen benötigten Speicherplatz.

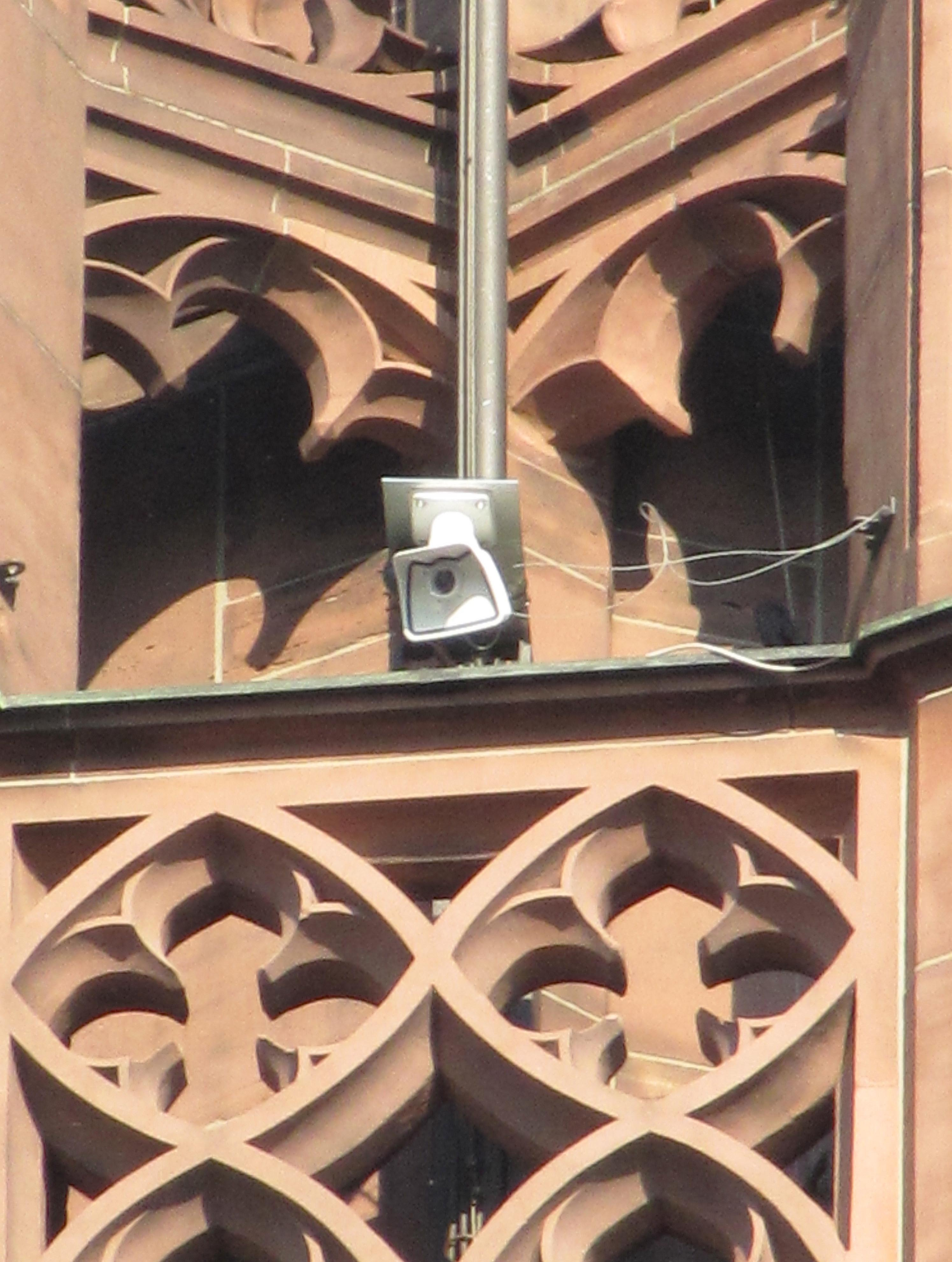
Baustellenüberwachung in Frankfurt am Main

Neben der typischen Überwachung von Menschen und Tieren werden Überwachungskameras zur Kontrolle und Beobachtung von industriellen Abläufen und Experimenten eingesetzt, um schwer zugängliche Bereiche sichtbar zu machen (z. B. innerhalb einer Maschine) oder Vorgänge unter für Menschen schädlichen Bedingungen zu kontrollieren.
Bei automatisierten Prozessen in Betrieben werden zur Überprüfung des Geschehens Videokameras eingesetzt. Sie zeichnen je nach Bedarf bis zu 24 Stunden am Tag auf. Bei Prozesstopp oder aufgetretenen Fehlern kann so schnell der Prozesshergang zurückverfolgt und die Ursachen gefunden werden. In Fabriken werden Überwachungskameras für den Außenbereich eingesetzt, sodass sie vor Nässe und mechanischer Beanspruchung optimal geschützt sind.
Die meisten Überwachungskameras weltweit sind in Großbritannien installiert. Insbesondere aufgrund des Falles James Bulger ist das Land gegenüber der Videoüberwachung teilweise positiv eingestellt. In den britischen Medien wurde fälschlicherweise behauptet, dass Videoaufnahmen zur Aufklärung der Tat geführt haben.
In Österreich ist die Zahl der Überwachungskameras seit 2006, wo laut ORF über 160.000 Überwachungskameras auf öffentlichen Plätzen und in Einkaufszentren gemeldet waren, bis 2013 auf eine Million gestiegen.
Die Diskussion um Videoüberwachung hat auch zur Aufnahme von Überwachungskameras in Kunstobjekte, die sich mit dem Thema auseinandersetzen, geführt.
Um 1980 wurden erste Überwachungskamerasysteme in Selbstbedienungsläden in Österreich installiert. Darunter besonders auffällige Variante von sich 360° hin und her drehenden Gondeln mit mehreren Objektivtuben und einem roten Blinklicht. Jede Gondel hing über einem Gang zwischen den Regalzeilen an einem Rohr von der Decke, flach halbkugelförmig und leicht abwärtsgerichtet.

## Technik
Überwachungskameras bestehen in der Regel aus den folgenden (Bau-)Teilen:
- CCD- oder CMOS-Sensorchip
- Objektiv
- Gehäuse mit Heizung und/oder Kühlung sowie Stromversorgung
- eventuell einer Servohalterung

Monitore und Rekorder dienen der Signalverarbeitung. Überwachungskameras sind nur selten mit Bewegungssensoren gekoppelt; häufiger nutzen entsprechende Rekorder (bzw. Software) die Signale der Kameras selbst als Bewegungssensor.
Die Qualität des erzeugten Bildes wird von dem verwendeten CCD- oder CMOS-Chip und dem Objektiv bestimmt, wobei je nach Einsatzgebiet unterschiedliche Objektive an eine Kamera montiert werden können. Neue Modelle von Überwachungskameras nutzen HD-SDI und stellen Bilder in 720p oder 1080p da. Sie werden auf einen HD-SDI-Rekorder geleitet. Videokabel können bis zu 150 Meter lang sein.
Schwarzweiß- und Farbkameras werden je nach Bedarf eingesetzt: Schwarzweiß-Kameras sind lichtempfindlicher und besser für den Nachteinsatz geeignet, Farbkameras dagegen bieten dem menschlichen Betrachter ein erheblich schneller erfassbares Bild. Manche Farbkameras sind in der Lage, bei Dunkelheit auf Schwarzweiß-Betrieb umzuschalten. Der Endverbraucher kann über den Großhandel bereits Kameras mit einer Empfindlichkeit von 0,01 Lux erwerben.

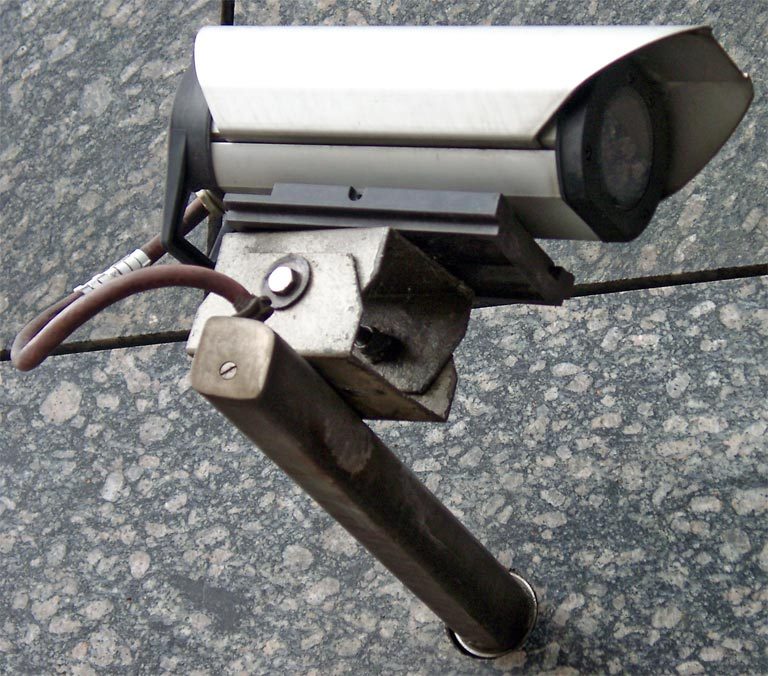
Überwachungskamera am Gebäude der Deutschen Bundesbank in Hamburg

Die Gehäuse von Kameras, die im Innenbereich eingesetzt werden, sind oft bewusst auffällig gestaltet, da Videoüberwachung meist der Verhinderung von vorsätzlichen Straftaten dienen soll. Oft verbergen undurchsichtige Kuppeln (sogenannte „Domes“) dem menschlichen Betrachter die Ausrichtung der Kamera. Dies entspricht dem Einsatzprinzip von Einwegspiegeln in Supermärkten. Der Dome dient dabei ebenfalls dem physikalischen Schutz der Kamera.
Vorsicht ist hingegen bei einer heimlichen Videoüberwachung geboten. Gerade an öffentlich zugänglichen Orten und Plätzen, aber auch im privaten Rahmen ist dies nicht oder nur unter bestimmten Voraussetzungen mit dem Datenschutz vereinbar. Sobald eine Überwachungsanlage Bildmaterial aufzeichnet und somit Daten identifizierbarer Personen verarbeitet, liegt eine meldepflichtige Datenanwendung vor.

## Bauformen

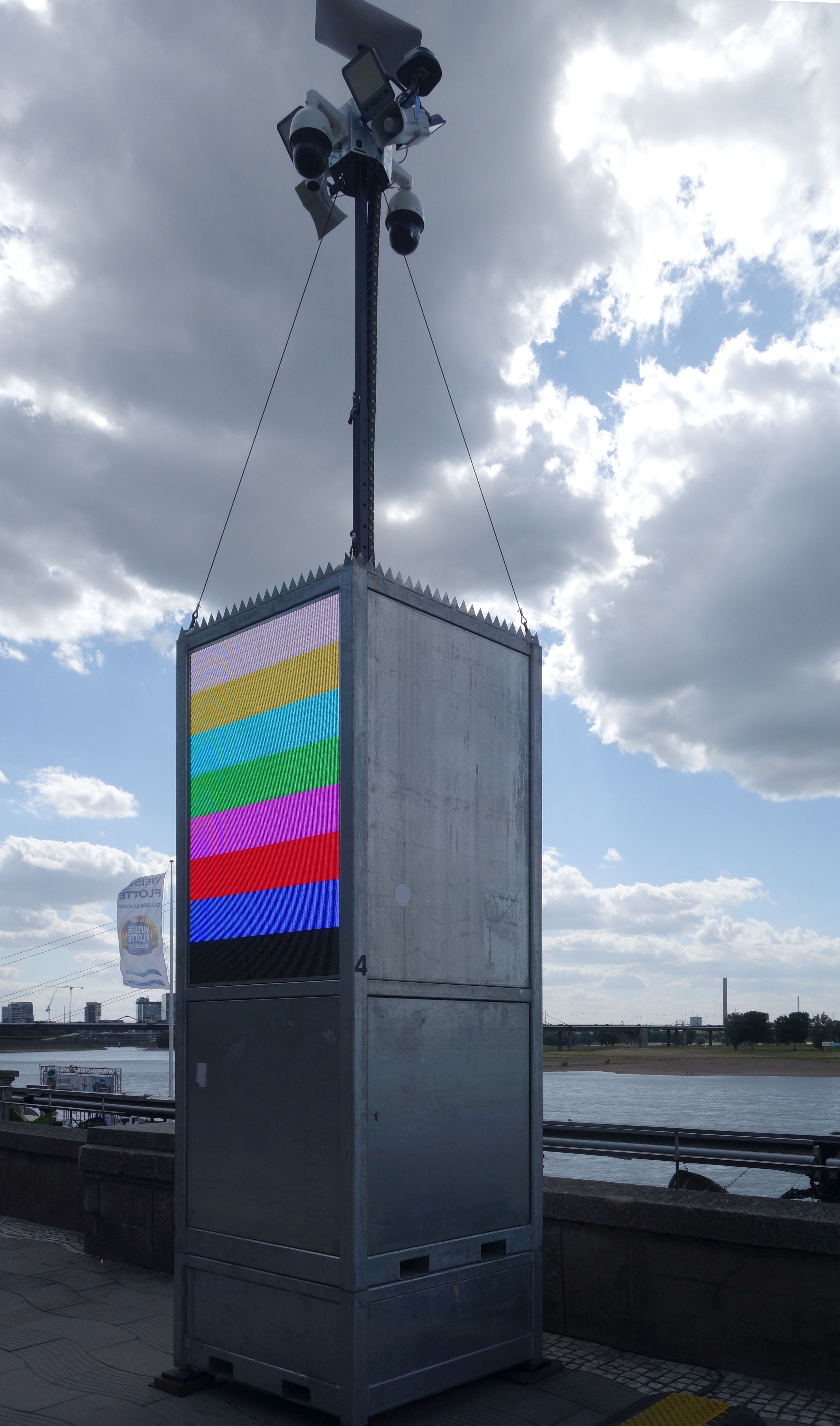
Mobile Überwachungskameras zum Japan-Tag in Düsseldorf (2025)

Einsatzgebiete und Aufgaben entscheiden über die Bauform der Überwachungskamera. Sollen öffentliche Plätze oder ein offenes Firmengelände beobachtet werden, bieten sich sogenannte offensichtliche, also sichtbare Kameras an. Zwei Bauformarten sind in der Öffentlichkeit vorherrschend: zum einen die Kamera mit Wandarm, zum anderen die Dome-Kamera. Diese können entweder fest oder mechanisch beweglich (PTZ) sein. Für detektivische Maßnahmen eignen sich dagegen getarnte (Mini-)Kameras.

### Überwachungskameras mit Wandarm
Diese Kameras finden sich zumeist an öffentlichen Plätzen, in Parkanlagen und an Gebäuden von beispielsweise Kaufhausketten. Sie gehören zu den offensichtlichen Kameras und dienen neben der zeitnahen Entdeckung von Straftaten ebenso als Abschreckung für Gelegenheitstäter.  Aufgrund ihrer zumeist kubischen Form ist leicht zu erkennen, wohin die fest montierte Kamera zeigt bzw. welcher Bereich von ihr überwacht wird. Der Bereich, den sie gerade nicht scannt, ist ungeschützt bzw. benötigt eine weitere Kamera.

### Dome-Kameras
Dome-Kameras lassen sich am halbrunden Gehäuse erkennen. Zu finden sind sie an Eingängen von Parkhäusern, im Supermarkt oder im öffentlichen Personennahverkehr. Sie sind meistens an der Decke befestigt und mit getöntem Glas versehen. Aufgrund ihrer kreisförmigen Bauform und den dunkel getönten Scheiben ist nicht auf Anhieb zu erkennen, welcher Bereich von der Kamera überwacht wird. Damit bietet sie einen höheren Abschreckungsfaktor als die Kamera mit Wandhalterung. Daher sind Domekameras auch an sozialen Brennpunkten im Außenbereich im Einsatz. Für diese Aufgabe erhalten sie ein wetterfestes Außengehäuse, das in der Regel aus Aluminium besteht. Neben den festinstallierten Domekameras gibt es auch sogenannte Speed-Dome-Kameras. Bei diesen kann die eigentliche Kamera im Inneren aus der Ferne geschwenkt und geneigt werden und somit einen weitaus größeren Bereich überwachen.

### PTZ- und steuerbare Kameras
Steuerbare Kameras können sich nach oben und unten sowie seitlich bewegen. Diese Funktion nennt man PTZ, wobei das „P“ für engl. pan ‚schwenken‘ und das „T“ für tilt ‚neigen‘ steht. Das „Z“ zeigt an, dass diese Kameras ebenso eine Zoomfunktion haben. Sie können stehende oder sich bewegende Objekte erfassen und zur besseren Identifizierung Bildausschnitte vergrößern. Kameras dieser Bauform, die in der höheren Preisklasse angesiedelt sind, verfügen über die Funktion Autotracking. Damit wird eine Person erfasst und, solange wie eben möglich, verfolgt.
PTZ-Kameras werden bei Live-Überwachung eingesetzt. An Flughäfen oder in Stadien können Straftaten schnell erkannt werden, so dass das Wachpersonal zeitnah einschreiten kann.
Aus der PTZ-Funktion ergeben sich Vor- und Nachteile: Durch ihre Schwenk- und Neigetechnik können sie einen großen Bereich abtasten. Andererseits ist der Bereich, den sie gerade nicht prüfen, ungeschützt.

### Minikamera
Minikameras sind sehr kleine Kameras, die mit dem bloßen Auge nicht leicht zu erkennen sind. Sie gehören zu den nicht offensichtlichen Typen und dienen in erster Linie der verdeckten Videoüberwachung. Sie können freistehend eingesetzt oder in anderen Gegenständen platziert werden wie zum Beispiel in Rauchmeldern, Kugelschreibern, Weckern oder Streichholzschachteln.

### Getarnte Kamera
Bei der getarnten Kamera ist die Kamera fest mit ihrem Gegenstand verbaut. Das Gehäuse, wie zum Beispiel eine Wanduhr, kann dennoch über ihre eigentliche Funktion (hier: die Zeitanzeige) verfügen. Getarnte Überwachungskameras werden meist mit Bewegungsmeldern ausgestattet, sodass sie erst aktiviert werden, wenn ein Gegenstand in ihren Erfassungsbereich eindringt. In Südkorea hat sich seit etwa dem Jahr 2010 der Einbau versteckter Kameras in Alltagsgegenstände wie etwa Haarföns in Hotels oder in öffentliche Toiletten verbreitet. Das Phänomen heißt im Koreanischen Molka und führte zu mehreren Tausend Anzeigen pro Jahr.

### IP-Kameras
IP-Kameras gibt es in LAN- und WLAN-Varianten. Das bedeutet, dass sie die Kamerasignale entweder über ein Netzwerkkabel oder drahtlos über das WLAN in das Netzwerk senden können. IP-Kameras haben den Vorteil, dass sie nicht extra an einen Computer angeschlossen werden müssen. Das Bildmaterial kann stattdessen von den entsprechend eingerichteten Endgeräten, von beliebig vielen Nutzern, abgerufen werden. Einige Modelle verfügen außerdem über eine Bewegungserkennung und einer somit zusätzlichen Alarmfunktion, durch die der Nutzer bei Veränderungen im Kamerabild z. B. über eine E-Mail benachrichtigt wird. Weiters wird noch zwischen Outdoor- und Indoor-IP-Kameras unterschieden, wobei erstere wetterfest sind.

## Nachtsicht
Nachtsichtkameras haben einen Bildverstärker oder zeichnen das Geschehen in Wärmebildern auf.

### Infrarot-Kameras
Die meisten Nachtsicht- oder Infrarot-Kameras verwenden sogenanntes aktives Infrarot, um Nachtsicht zu erzeugen. Die Kamera ist dabei für Nah-IR, welches von Menschen nicht wahrgenommen wird, empfindlich. Ein IR-Scheinwerfer oder an der Kamera selbst angebrachte LEDs dienen als Beleuchtung. Das Bild der Kamera ist am Monitor auf den ersten Blick nicht von dem einer Schwarzweiß-Kamera mit Ausleuchtung durch Scheinwerfer zu unterscheiden. Viele Wildkameras verfügen über Infrarot-LEDs.
Bei völliger Dunkelheit können IR-Nachtsichtkameras noch einen Bereich von 4 bis 100 Metern erfassen, sofern die entsprechende Ausleuchtung gewährleistet wird.
Die Qualität einer solchen Kamera ist von mehreren Faktoren abhängig. Einige verfügen über eine geringe Restlichtstärke und eignen sich nur für den Nahbereich von bis zu 3 Metern. Zudem kann es beim Übergang von Tag- und Nachtbeleuchtung zu Farbrauschen und Farbverfälschungen kommen. Schwarze Kleidung kann am Tag zum Beispiel hell erscheinen, wenn der Stoff Nah-IR reflektiert. Andere Modelle weisen eine separate Nachtsichttechnik auf. Sie wechselt automatisch vom Tag- in den Nachtbetrieb. Ein Farbrauschen kann nicht entstehen, da der Nachtbetrieb auf den Farbmodus verzichtet. Durch IR-korrigierte Objektive wird zudem zwischen Tag- und Nachtfunktion die abweichende Wellenlänge ausgeglichen, sodass das Entstehen unscharfer Bilder kaum vorkommt.

### Wärmebildkameras
Während eine IR-Kamera im Nachtbetrieb Schwarzweiß-Bilder produziert, nutzt die Wärmebildkamera die Strahlung der Körperwärme, die jedes Objekt auf der Welt besitzt, um das Überwachungsbild (Thermobild) zu erzeugen. Wenn im betrachteten Gebiet nur geringe Temperaturunterschiede vorliegen, ist der Temperaturverlauf für das menschliche Auge schlecht wahrnehmbar. Zur Verstärkung des Kontrasts werden bei Erstellung der Thermobilder daher meist Falschfarben verwendet. Die unterschiedlichen Graustufen werden von der bildverarbeitenden Software in gelbe, rote, blaue und grüne Flächen übersetzt. Dabei steht Rot für hohe Körperwärme und Gelb für geringere; Blau und Grün geben die geringste Körperwärme an. Schwarze Bereiche strahlen keine zu erfassende Körperwärme aus.
Mithilfe von Wärmebildkameras können Brandherde frühzeitig ausfindig gemacht werden. Sie werden auch zur Früherkennung von Waldbränden eingesetzt.
Wärmebildkameras kommen an Plätzen zum Einsatz, in denen völlige Dunkelheit oder sehr schwierige Lichtverhältnisse vorherrschen. Da sie nur Wärmebilder erzeugen, können sie zur Identifizierung von Personen nicht verwendet werden. Jedoch wird ein Geschehen als solches bei einer bemannten Videoüberwachung mit Wärmebildkameras erkannt. Täter können durch die Ausstrahlung ihrer eigenen Körperwärme zügig gefunden und vom Wachpersonal zeitnah gefasst werden.

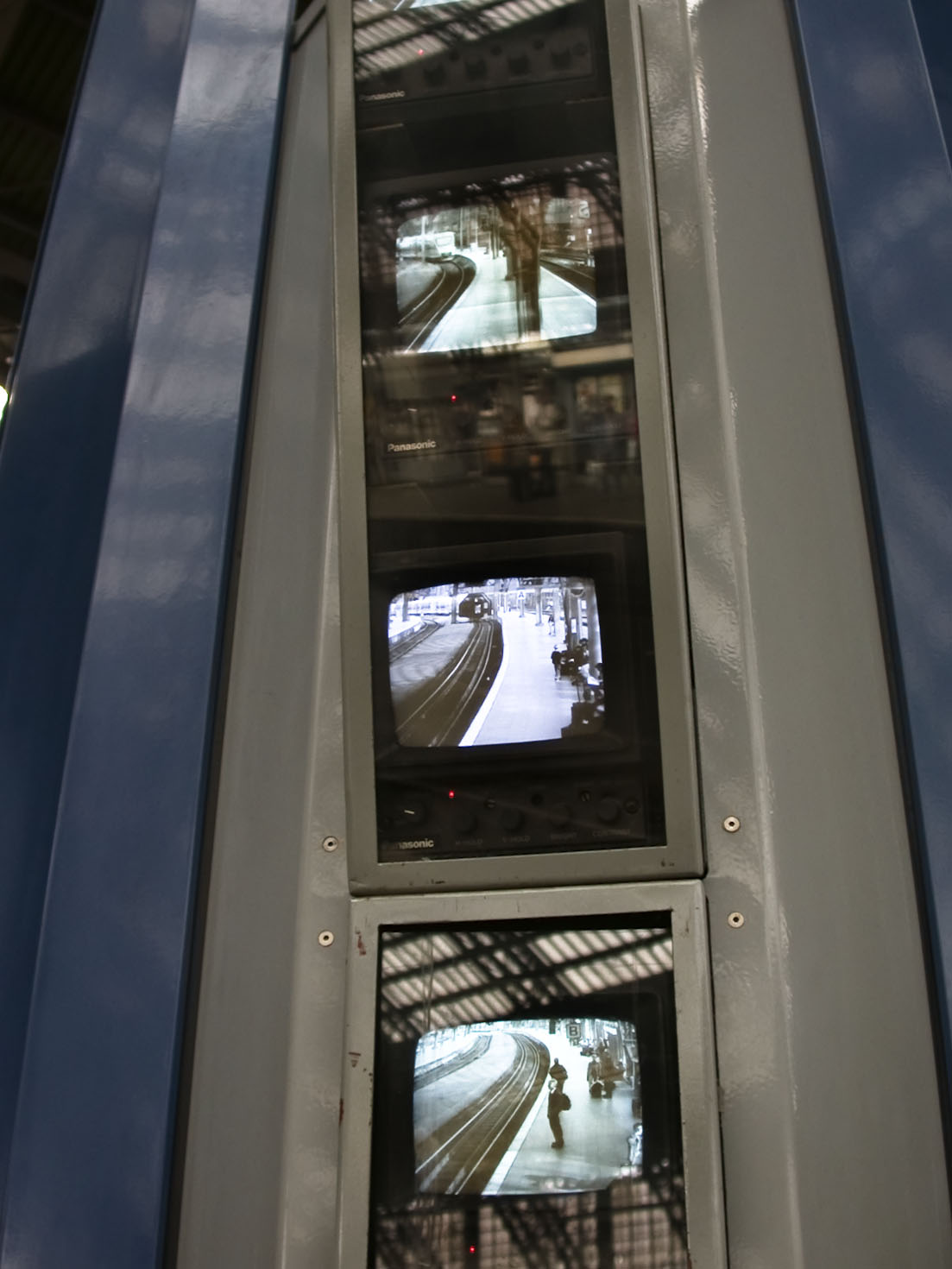
Bildschirme auf einem Bahnsteig in Köln zeigen die Aufnahmen mehrerer Überwachungskameras.

### Nachteile und Einschränkungen
Gründe, die gegen den Einsatz von Wärmebildkameras oder Restlichtverstärkern für Überwachungszwecke sprechen:
- Restlichtverstärker und vor allem Wärmebildkameras sind teuer. Sie liefern farbreduzierte oder verfälschte Bilder.
- Im Objektschutz geht man davon aus, dass die intensive Beleuchtung von Arealen eine abschreckende Wirkung auf potentielle Einbrecher hat. Eine durchgehende Beleuchtung ermöglicht den Einsatz von kostengünstiger Farbkameras mit besserer Bildqualität.
- In Ballungszentren ermöglicht das nächtliche Streulicht oft die Verwendung herkömmlicher Überwachungskameras.

Auch herkömmliche Schwarzweiß-Kameras enthalten CCD-Chips, die eine gewisse Empfindlichkeit für nahes Infrarot aufweisen (Farbkameras bzw. deren Objektive müssen diesen Bereich dagegen herausfiltern, um Verfälschungen zu vermeiden). Infrarot-LEDs und Scheinwerfer mit entsprechenden Filtern können für jede CCD-Schwarzweiß-Kamera als Lichtquelle dienen und ermöglichen so Nachtsicht. Um eine Blendung der Kamera durch Reflexionen des Infrarotlichts in der Glasabdeckung des Kameragehäuses zu vermeiden, werden IR-Scheinwerfer bevorzugt getrennt von der Kamera montiert.
Überwachungsinstallationen mit IR-Scheinwerfern können von Dritten mit einem (Nah-)Infrarot-Sichtgerät leicht wahrgenommen werden. Auch viele Digitalkameras (wie die in Handys) verfügen über keinen Infrarotfilter.
Einen echten Nutzen hat IR-Beleuchtung nur dann, wenn die herkömmliche Beleuchtung zu schwach oder nicht die gesamte Nacht verfügbar ist. Außerhalb der Überwachung von Objekten werden Nachtsichttechniken vor allem zur Beobachtung nachtaktiver Tiere eingesetzt (siehe Wildkamera).

## Normen und Vorschriften in Deutschland
Für Überwachungskameras (und deren Gehäuse) gültige Normen bzw. Vorschriften sind innerhalb Deutschlands die Schutzart und die Unfallverhütungsvorschriften für Kassen, die definieren, ob eine Kamera für den Innen- oder Außeneinsatz oder den Einsatz in Banken vorgesehen werden kann.